# Guildford & Woking Alliance League
De Guildford & Woking Alliance League is een Engelse regionale voetbalcompetitie. Er zijn 5 divisies en de hoogste divisie bevindt zich op het 14de niveau in de Engelse voetbalpiramide. De league is leverancier voor de Surrey County Intermediate League (Western).